# Giardino islamico

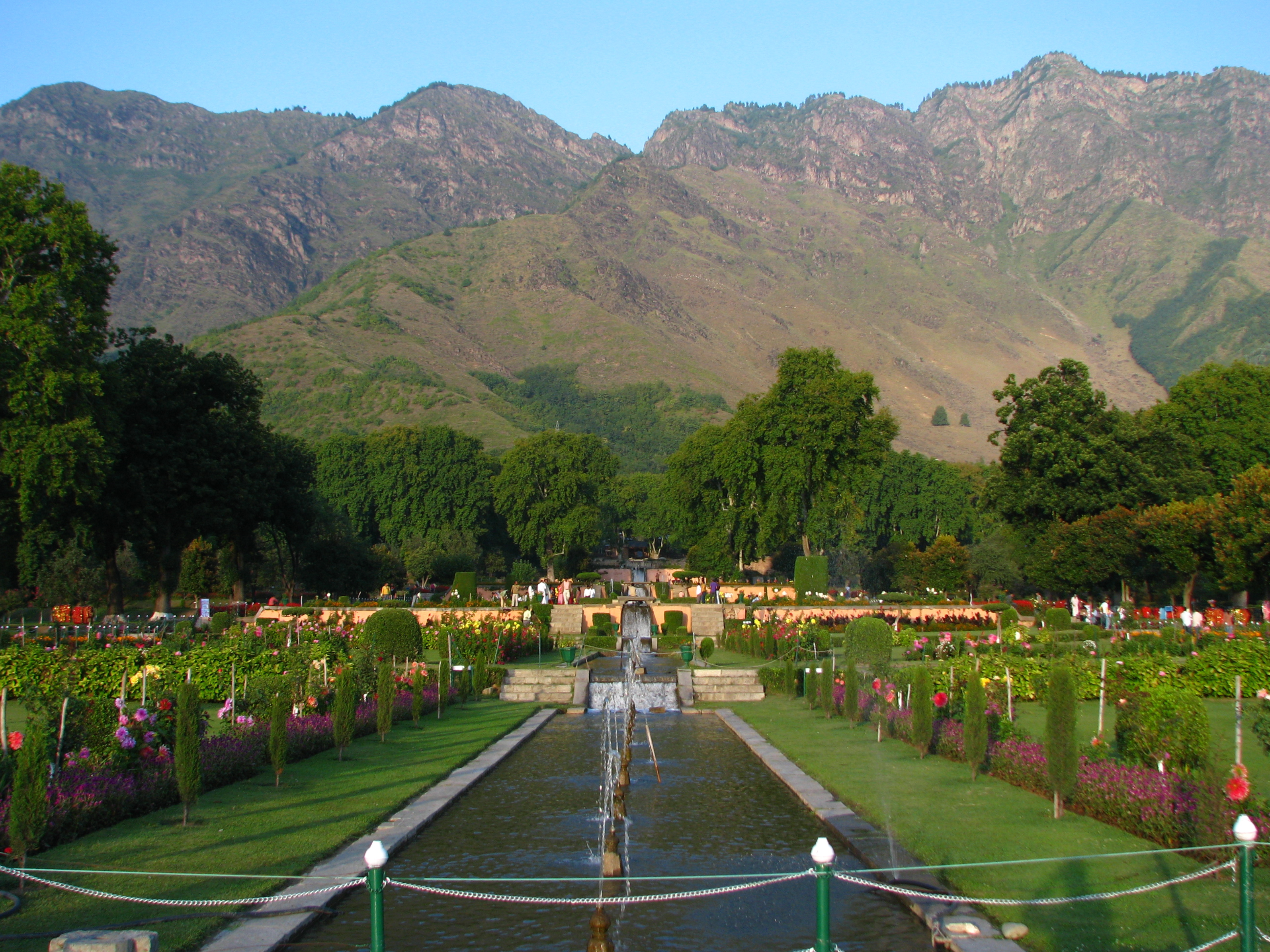
Nishat Gardens (1633), un giardino moghul nel Kashmir

Un giardino islamico è generalmente una proprietà espressiva della terra che include temi di acqua e ombra. Il suo disegno architettonico più identificabile riflette la disposizione quadrilatera del Charbagh con quattro giardini più piccoli divisi da passerelle o acqua corrente. A differenza del giardino all'inglese, spesso progettati per passeggiare, il giardino islamico è destinato al riposo, alla riflessione e alla contemplazione. Uno dei principali obiettivi del giardino islamico è quello di fornire un'esperienza sensoriale, realizzata attraverso l'uso di acqua e piante aromatiche.
Prima che l'Islam si espandesse ad altri climi, questi giardini erano storicamente usati per fornire sollievo da un ambiente caldo e arido. Comprendevano un'ampia varietà di forme e scopi che non esistono più. Il Corano ha molti riferimenti ai giardini e afferma che sono da considerarsi come analogia terrena della vita in paradiso promessa ai credenti:
(Corano 9.72)
Insieme alla popolare interpretazione paradisiaca dei giardini, ci sono molte altre associazioni non pie agli stessi tra cui ricchezza, potere, territorio, piacere, caccia, tempo libero, amore, tempo e spazio. Queste altre associazioni forniscono maggior simbolismo ai pensieri e alle riflessioni serene associato a un senso accademico.
Mentre molti giardini islamici non esistono più, gli studiosi ne hanno dedotto molto dalla letteratura araba e persiana sull'argomento. Numerosi giardini islamici formali sono sopravvissuti in un'ampia zona che si estende dalla Spagna e dal Marocco a ovest fino all'India a est, anche se gli storici non sono d'accordo su quali giardini debbano essere considerati parte della tradizione del giardino islamico, che ha influenzato tre continenti nel corso di diversi secoli.

## Progettazione architettonica e influenze

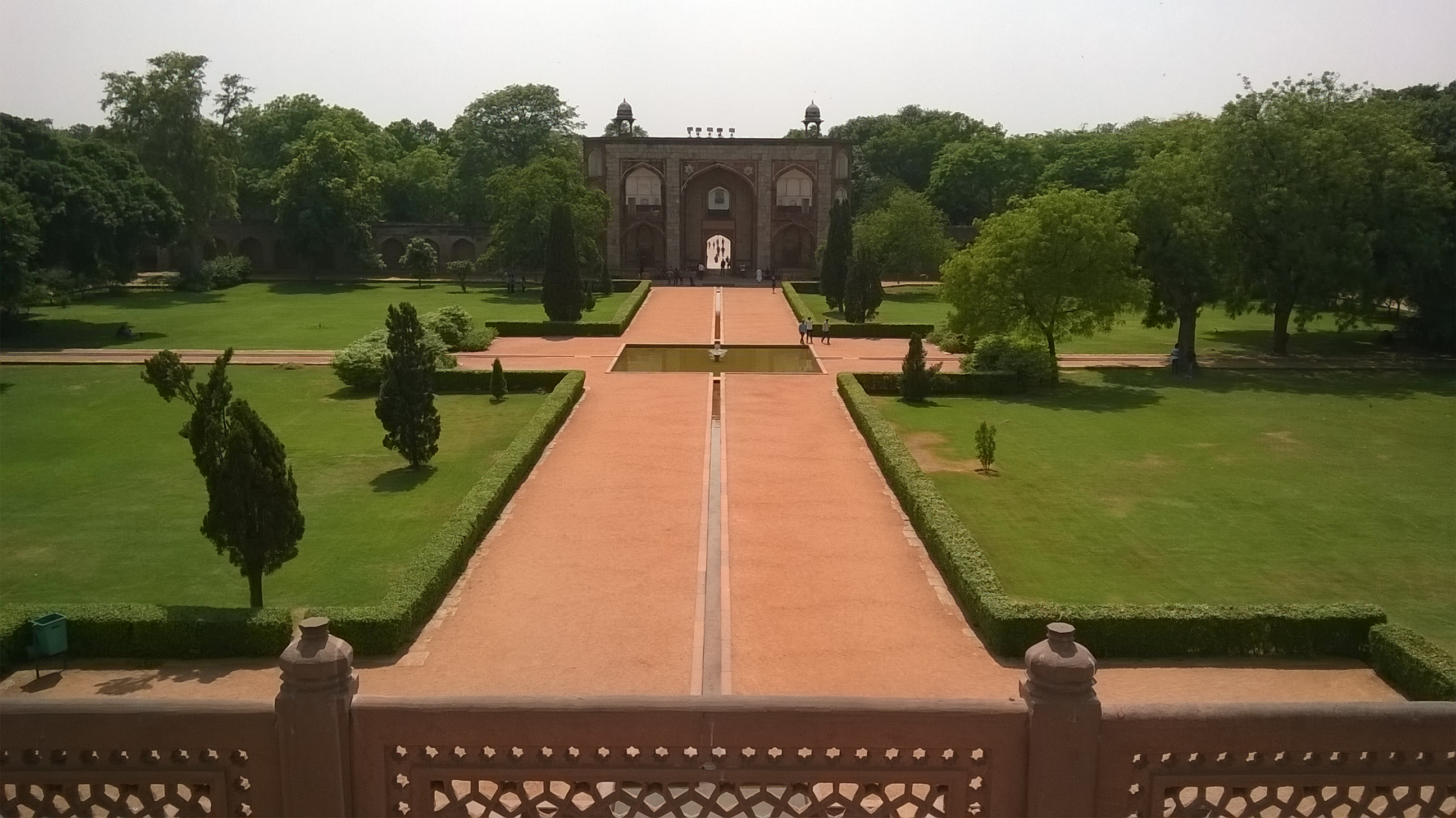
Tomba di Humayun (1565), Delhi, India, mostra un disegno assiale a quattro quadranti.

Dopo le invasioni arabe del VII secolo, il disegno tradizionale del giardino persiano venne utilizzato in molti giardini islamici in altre regioni. I giardini persiani erano tradizionalmente chiusi da mura e la parola persiana per uno spazio chiuso è pairi-daeza, che porta al "giardino del paradiso". Le influenze ellenistiche sono evidenti anche nel loro disegno, come si vede dall'uso occidentale di linee rette in alcuni piani del giardino che si fondono anche con piantagioni ornamentali sassanidi e fontane.
Uno dei progetti di giardino più identificabili, noto come Charbagh (o Chahār Bāgh), è costituito da quattro quadranti più comunemente divisi da canali d'acqua o passerelle, che hanno assunto molte forme diverse. Una di queste variazioni includeva quadranti sprofondati con alberi che li riempivano, in modo che fossero allineati alla vista dello spettatore. Un'altra variante era un cortile, all'intersezione centrale, con piscine poste ai suoi margini. Mentre i giardini Charbagh sono quelli più identificati, in realtà ne sono stati costruiti pochissimi, probabilmente a causa dei loro costi elevati o perché appartenevano alla classe superiore, che aveva le capacità per garantirne la sopravvivenza. Esempi notevoli di Charbagh includono il Palazzo Balkuwara e il Madinat al-Zahra in Spagna.

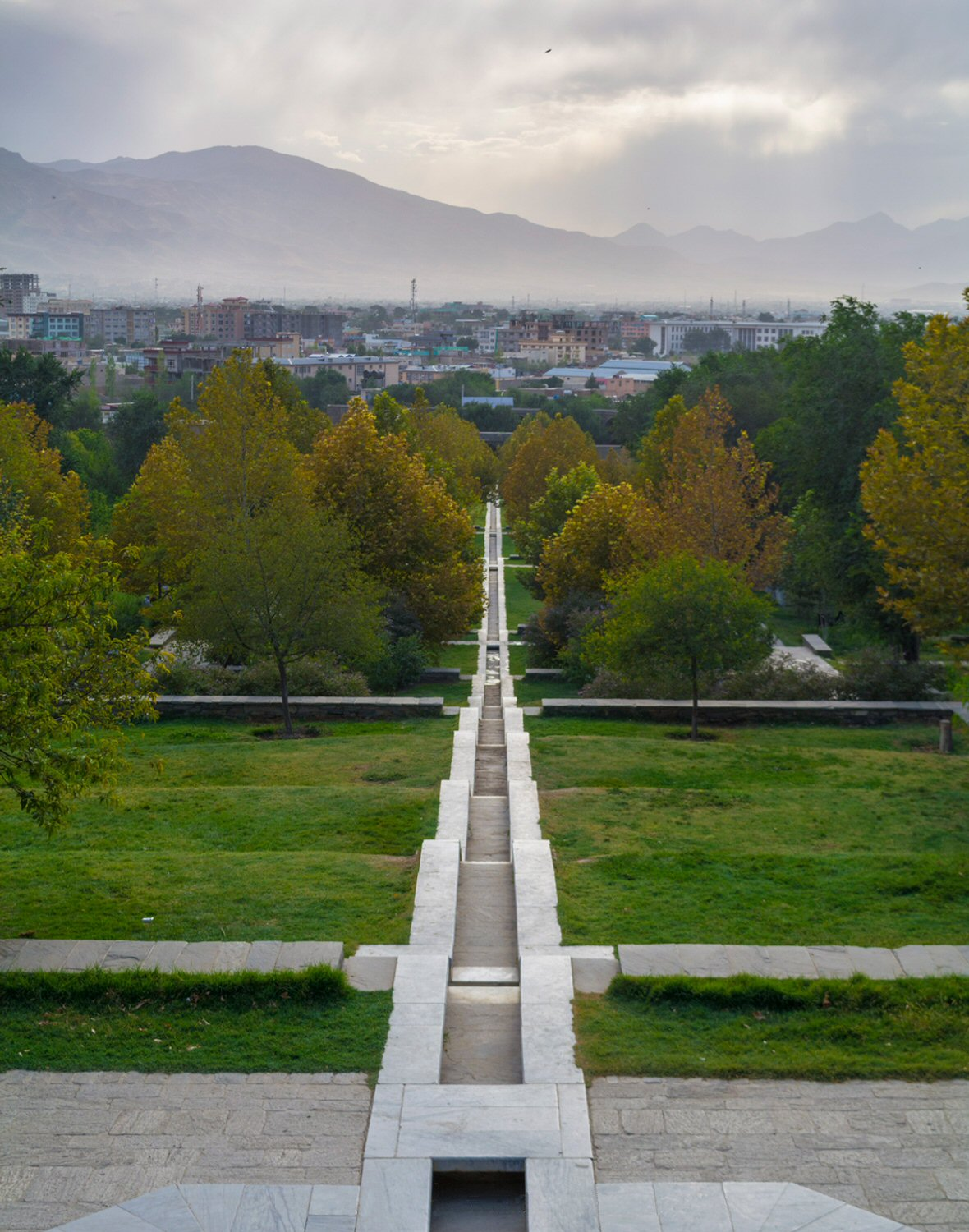
Il Bagh-e Babur (1528), Kabul, Afghanistan, raffigura un giardino a gradini.

Un'interpretazione del disegno del Charbagh viene trasmessa come metafora di una "ruota del tempo vorticosa" che sfida il tempo e il cambiamento. Questa idea del tempo ciclico pone l'uomo al centro di questa ruota o spazio e rafforza il rinnovamento perpetuo e l'idea che il giardino rappresenti l'antitesi del deterioramento. Il giardino recintato forma uno spazio permanente, uno spazio in cui il tempo non degrada gli elementi all'interno delle pareti, rappresentando un dominio ultraterreno. Al centro del ciclo del tempo c'è l'essere umano che, dopo essere stato liberato, alla fine raggiunge l'eternità.
Oltre ai giardini che si trovano tipicamente nei palazzi, se ne trovano anche in altri luoghi. La Grande moschea di Cordova contiene un giardino in cui file di alberi da frutto, simili a un frutteto, sono piantate nel cortile. Questo giardino era irrigato da un acquedotto vicino e serviva a fornire ombra e forse frutta al custode della moschea. Un altro tipo di disegno del giardino comprende terrazze a gradini, in cui l'acqua scorre attraverso un asse centrale, creando un suono rilassante e un effetto di animazione ad ogni passo, e potrebbe anche essere utilizzata per alimentare dei getti. Esempi di giardini con gradini a terrazza includono lo Shālamār Bāgh, il Bāgh-i Bābur e il Madinat al-Zahra.

## Elementi
I giardini islamici presentano una varietà di dispositivi che contribuiscono alla stimolazione dei diversi sensi e della mente, per migliorare l'esperienza di una persona all'interno degli stessi. Questi dispositivi comprendono la manipolazione dell'acqua e l'uso di piante aromatiche.
La letteratura araba e persiana riflette il modo in cui le persone interagivano storicamente con i giardini islamici. L'incarnazione mondana del paradiso dei giardini ha fornito lo spazio ai poeti per contemplare la natura e la bellezza della vita. L'acqua è il motivo più diffuso nella poesia del giardino islamico, poiché i poeti rendono l'acqua come pietre semipreziose e tratti delle loro amate donne o uomini. I poeti hanno anche suscitato molteplici sensazioni per interpretare la natura dematerializzata del giardino. Suoni, immagini e profumi del giardino hanno portato i poeti a trascendere il clima secco in luoghi desertici. La letteratura classica e la poesia sull'argomento consentono agli studiosi di indagare sul significato culturale dell'acqua e delle piante, che incarnano qualità religiose, simboliche e pratiche.

### Acqua
L'acqua era parte integrante dell'architettura del paesaggio e serviva a molte funzioni sensoriali, come il desiderio di interazione, riflessioni illusorie e animazione di oggetti fermi, stimolando così i sensi visivi, uditivi e somatosensoriali. Le piscine e le fontane, posizionate centralmente nei giardini islamici, ricordano ai visitatori l'essenza dell'acqua nel mondo islamico. 

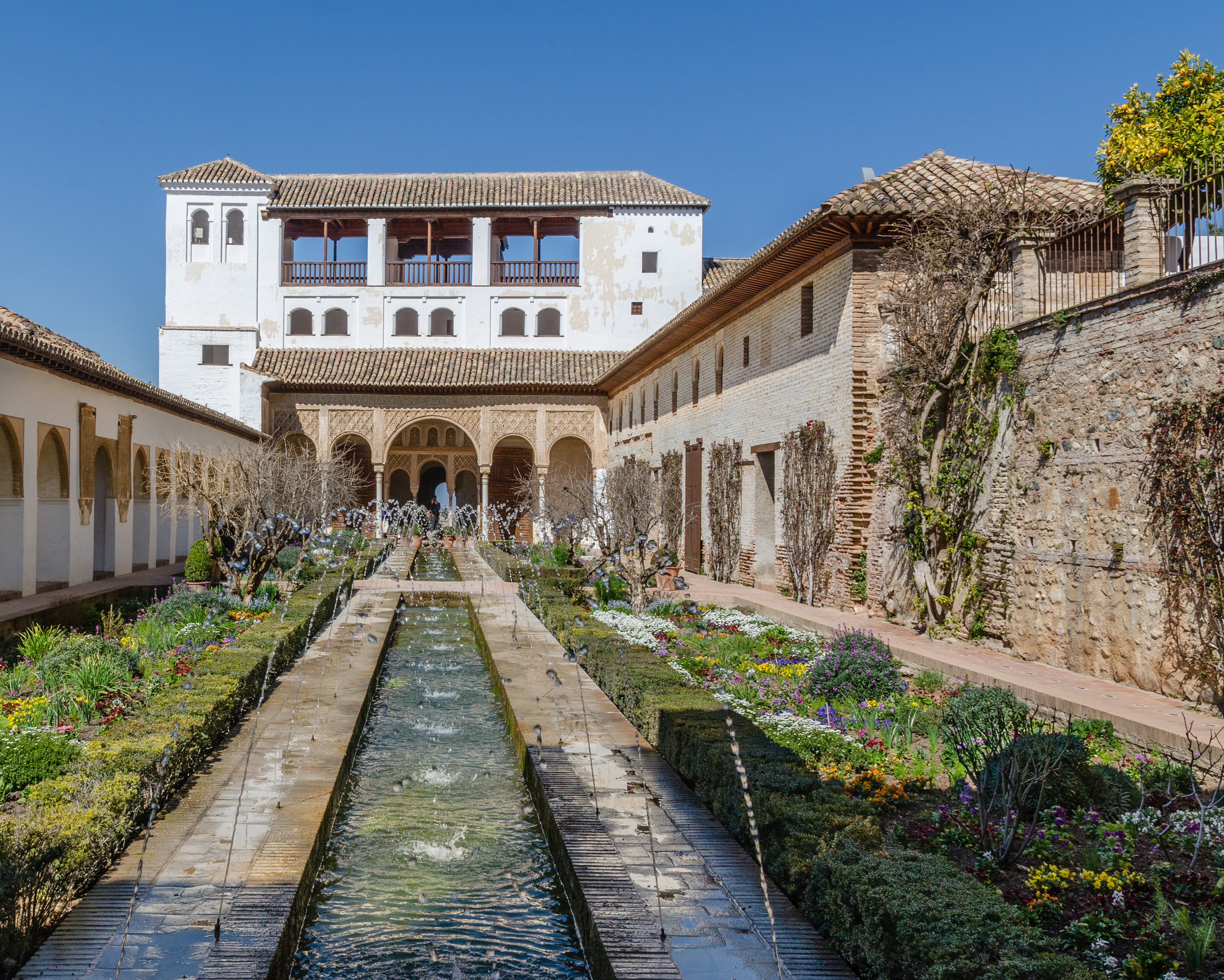
Giardíno del Generalife di Granada

L'Islam è emerso dal deserto e la sete e la gratitudine per l'acqua sono radicate nella sua natura. Nel Corano, i fiumi sono i principali costituenti del paradiso e abbondano i riferimenti alla pioggia e alle fontane. L'acqua è la materia prima del mondo islamico, come affermato nel Corano 31:30: "Dio preferiva l'acqua a qualsiasi altra cosa creata e ne fece la base della creazione, come disse: "E abbiamo reso ogni cosa vivente di acqua." L'acqua incarna le virtù che Dio si aspetta dai suoi sudditi. "Poi fu detto all'acqua, 'Stai ferma'. Ed essa si fermò, in attesa del comando di Dio. Questa è acqua implicita, che non contiene né impurità né schiuma" (Racconti dei Profeti, al-Kisa). Esaminare i propri riflessi nell'acqua consente ai fedeli di integrare l'immobilità e la purezza dell'acqua, e le implicazioni che danno l'esperienza di essere in un giardino islamico.
Sulla base dell'esperienza spirituale, l'acqua serve come mezzo per la pulizia e il ristoro fisico ed emotivo. A causa delle condizioni calde e aride in cui venivano spesso costruiti i giardini, l'acqua veniva utilizzata come mezzo per rinfrescare e purificare un visitatore esausto. Pertanto, molte persone andavano nei giardini esclusivamente per interagire con l'acqua.
Le piscine riflettenti venivano posizionate strategicamente per riflettere le strutture dell'edificio, interconnettendo gli spazi esterni a quelli interni. La riflessione creava un'illusione che allargava l'edificio e raddoppiava l'effetto di solennità e formalità. L'effetto dell'increspatura dell'acqua, realizzato dai getti, e la luce solare scintillante enfatizzavano ulteriormente il riflesso. In generale, il riflesso delle strutture circostanti combinato con la vegetazione e il cielo creava un effetto visivo che espandeva lo spazio chiuso di un giardino. Data la connessione diretta dell'acqua con il paradiso, i suoi effetti illusori contribuivano all'esperienza spirituale del visitatore.
Un altro uso dell'acqua era quello di fornire movimento e suono cinetico all'immobilità del giardino recintato, animando l'imponente atmosfera. Le fontane, chiamate fontane salsabil da "la fontana del paradiso" in arabo, erano prevalentemente nei palazzi e nelle residenze islamiche medievali. A differenza delle pozze che manifestano immobilità, queste strutture dimostravano il movimento dell'acqua, ma celebravano la solidità della stessa mentre scorre attraverso stretti canali che si estendono dal bacino.

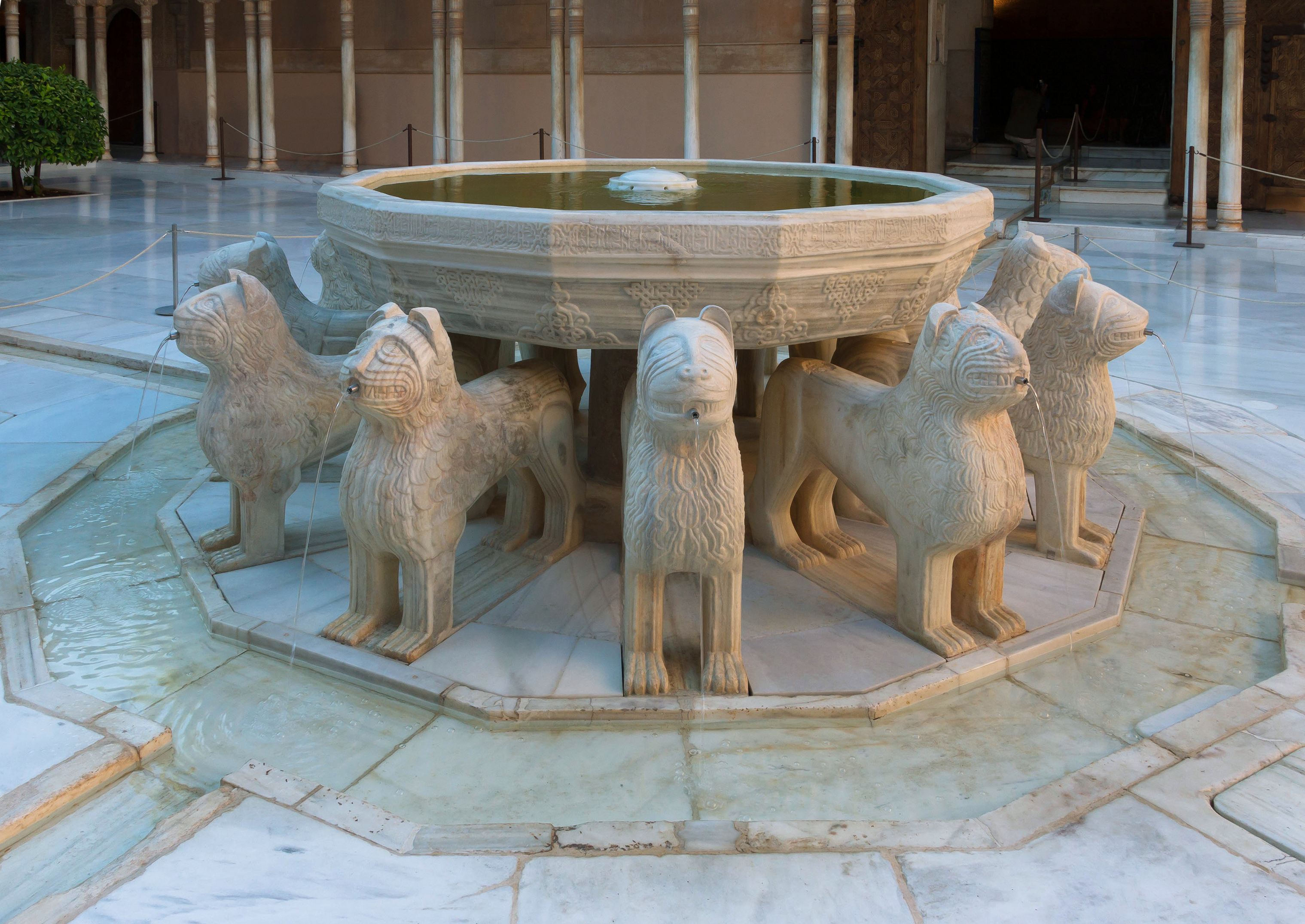
Cortile dei Leoni (1362), Granada, Spagna, con fontane con leoni che spruzzano acqua.

Nel Palazzo dell'Alhambra, attorno al bordo del bacino della Fontana dei Leoni, si trova una scritta di ammirazione per la virtù dell'acqua: "Fusione d'argento che scorre tra gioielli, uno come l'altro in bellezza, bianco in purezza; un ruscello che scorre evoca l'illusione di una sostanza solida per gli occhi, tanto che ci chiediamo quale sia fluido. Non vedi che è l'acqua che scorre sul bordo della fontana, ma la struttura che offre canali per il flusso della stessa." Rendendo i flussi d'acqua che fondono l'argento, il poema implica che sebbene la fontana crei dinamiche, l'acqua che scorre negli stretti canali consente alla struttura di fondersi con il solenne stile architettonico anziché interromperne l'armonia. Molti palazzi nasridi avevano una scultura nel loro giardino in cui un getto d'acqua usciva dalla bocca della stessa, aggiungendo movimento e un "suono ruggente" d'acqua.
Come componente centrale dell'architettura islamica, l'acqua incorpora le implicazioni religiose e contribuisce all'esperienza spirituale, corporea ed emotiva che i visitatori difficilmente potrebbero acquisire dal mondo esterno.

### Piante sensoriali
L'irrigazione e il terreno fertile hanno consentito di coltivare una varietà botanica che altrimenti non avrebbe potuto esistere in un clima secco. Molti dei giardini esistenti non contengono la stessa vegetazione di quando sono stati creati per la prima volta, a causa della mancanza di accuratezza botanica nei testi storici. Questi tendevano a concentrarsi sull'esperienza sensoriale, piuttosto che sui dettagli dell'agricoltura. Vi è, tuttavia, la documentazione di vari fiori e alberi fruttiferi che hanno contribuito all'aspetto aromatico del giardino, come ciliegie, pesche, mandorle, gelsomino, rose, narcisi, viole e gigli. Secondo la letteratura medico-botanica, molte piante nel giardino islamico producono aromi terapeutici ed erotici. 

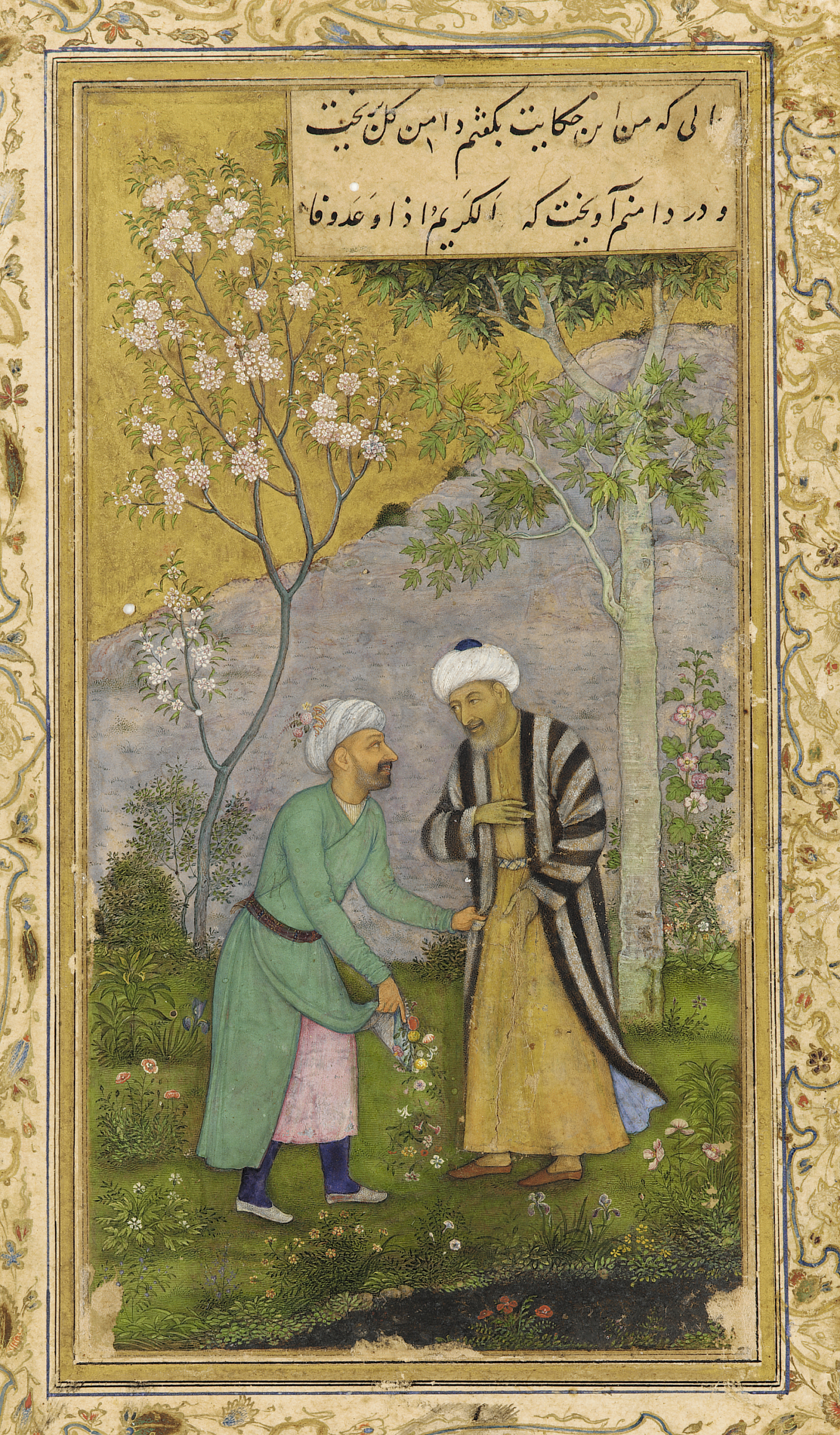
Gulistan (1258), un classico manoscritto persiano raffigurante un albero in fiore in un giardino

Lo scienziato musulmano al-Ghazzi, che credeva nei poteri curativi della natura, sperimentò le piante medicinali e scrisse ampiamente sulle piante profumate. Un ritiro in un giardino era spesso una prescrizione "reale" per il trattamento di mal di testa e febbri. Al paziente veniva consigliato di "rimanere in zone fresche, circondate da piante che hanno effetti rinfrescanti come alberi di sandalo e canfora".
La medicina Yunani spiega il ruolo del profumo come stimolante dell'umore, descrivendolo come "il cibo dello spirito". Il profumo migliora le percezioni di una persona, stimola i ricordi e rende l'esperienza della visita al giardino più personale e intima. La letteratura medico-botanica islamica suggerisce la natura erotica di alcune piante aromatiche e i poeti musulmani medievali notano il ruolo dei profumi nei giochi d'amore. Muhammad Quli Qutb Shah riflette sui profumi indossati dagli amanti per attrarsi a vicenda e la presenza di bouquet aromatici che offrono piaceri sensuali negli spazi del giardino.
Le piante esotiche erano anche ricercate dai reali per la loro esclusività come status symbol, per indicare il potere e la ricchezza del paese. Esempi di piante esotiche trovate nei giardini reali includono melograni, fichi Dunaqāl, una varietà di pere, banane, canna da zucchero e mele, che fornivano un sapore raro. Nel X secolo, i giardini reali degli omayyadi di Cordova erano in prima linea nei giardini botanici, sperimentando semi, talee e radici portati dalle zone più esterne del mondo conosciuto.

## Dematerializzazione
L'ampia varietà e le forme di dispositivi utilizzati nella strutturazione dei giardini offrono esperienze incoerenti allo spettatore e contribuiscono alla dematerializzazione del giardino. Il flusso irregolare dell'acqua e gli angoli della luce solare erano gli strumenti principali utilizzati per creare un'esperienza misteriosa. Molti aspetti dei giardini sono stati introdotti anche all'interno di edifici e strutture per contribuire alla dematerializzazione dell'edificio. I canali d'acqua venivano spesso fatti entrare nelle stanze che si affacciavano su rigogliosi giardini, in modo che giardini e architettura fossero intrecciati e indistinguibili, delimitando il ruolo dell'uomo nella creazione della struttura.

## Simbolismo

### Paradiso

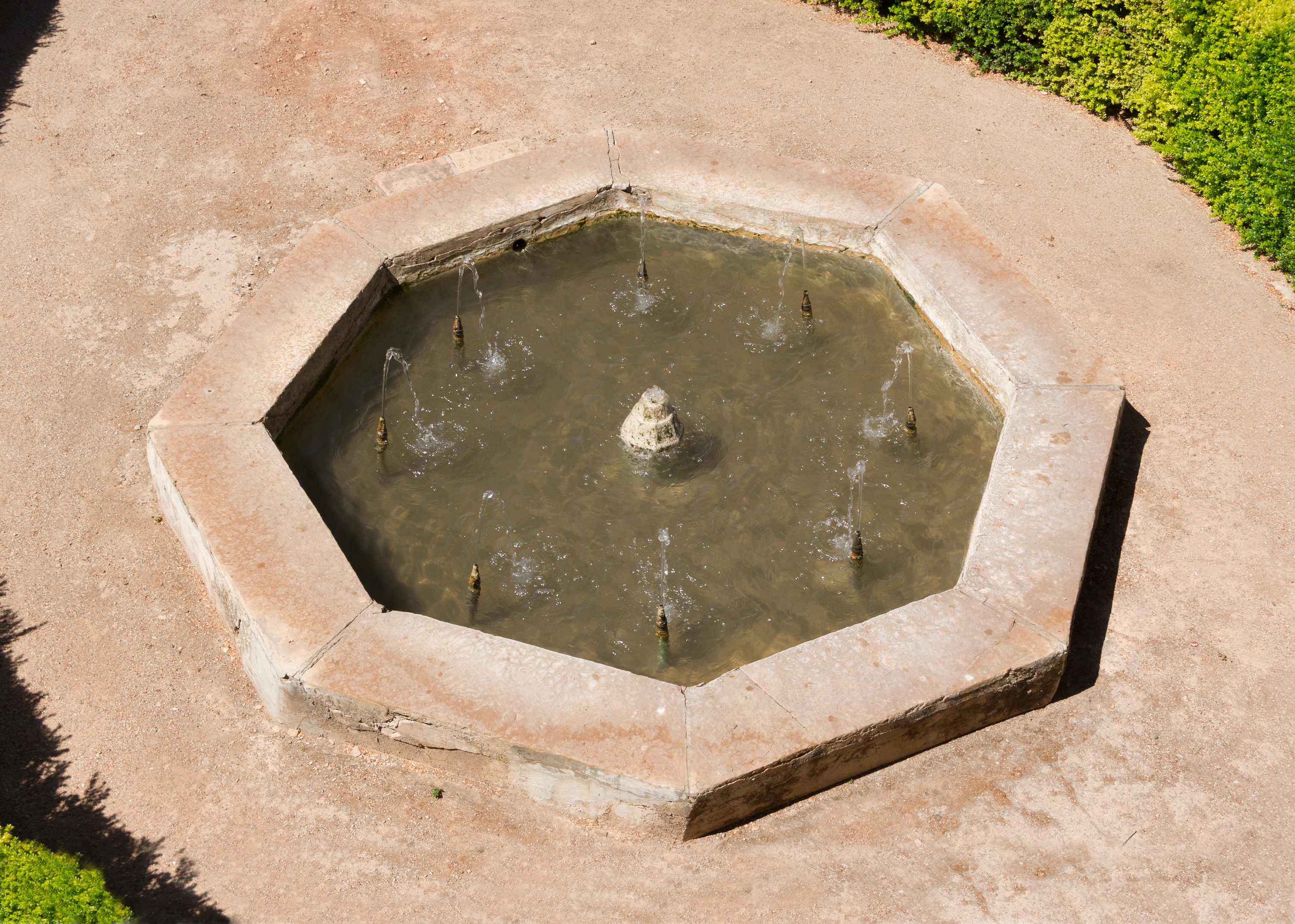
Giardino del Generalife (XIV secolo), Granada, Andalusia, Spagna, un giardino che comprende una fontana ottagonale

I giardini islamici portano diverse associazioni di scopo oltre al loro simbolismo religioso comune. Si pensa che la maggior parte dei giardini islamici rappresentino il paradiso. In particolare, i giardini che racchiudevano un mausoleo o una tomba avevano lo scopo di evocare il paradiso dell'aldilà.
Per i giardini che dovevano rappresentare il paradiso, c'erano presenti temi comuni di vita e morte, come i fiori che fiorivano e morivano, rappresentando così la vita di un essere umano. Insieme ai fiori, altra agricoltura come gli alberi da frutto faceva parte dei giardini che circondavano i mausolei. Questi alberi da frutto, insieme a zone d'ombra e acqua di raffreddamento, vennero aggiunti perché si credeva che le anime dei defunti potessero goderne nell'aldilà. Le fontane, spesso inserite al centro dei giardini, erano usate per rappresentare il paradiso ed erano più comunemente ottagonali, che geometricamente rappresentavano l'integrazione di un quadrato e un cerchio. In questo disegno ottagonale, il quadrato era rappresentativo della terra, mentre il cerchio rappresentava il cielo, quindi il suo disegno geometrico era destinato a rappresentare le porte del cielo; la transizione tra terra e cielo. Anche il colore verde era uno strumento molto importante in questo simbolismo religioso, poiché il verde è il colore dell'Islam e la maggior parte del fogliame, oltre ai fiori, esprimeva questo colore.

### Riferimenti religiosi
I giardini sono menzionati nel Corano per rappresentare una visione del paradiso. Il Corano afferma che i credenti abiteranno in "giardini, sotto i quali scorrono i fiumi" (Corano 9:72) e menziona il paradiso come contenente quattro fiumi: miele, vino, acqua e latte. Ciò ha portato ad un'associazione, erroneamente comune, dei quattro canali d'acqua assiali del progetto Charbagh con il paradiso.
Le immagini del paradiso abbondano nella poesia. L'antico re Iram, che tentò di competere con il paradiso costruendo il "Giardino di Iram" nel suo regno, catturò l'immaginazione dei poeti nel mondo islamico.  La descrizione dei giardini nella poesia fornisce l'archetipo del giardino del paradiso. Le culture pre-islamica e omayyade hanno immaginato sereni e ricchi giardini del paradiso che costituivano un'oasi nell'arido ambiente in cui vivevano. Un giardino persiano, basato sul mito zoroastriano, è un prototipo del giardino di acqua e piante. L'acqua è anche un aspetto essenziale di questo paradiso per i giusti. L'acqua nel giardino rappresenta Kawthar, il fiume sacro del paradiso, e solo i giusti meritano di berne. L'acqua rappresenta la benevolenza di Dio per il suo popolo, una necessità per la sopravvivenza. La pioggia e l'acqua sono anche strettamente associate alla misericordia di Dio nel Corano. Al contrario, l'acqua può essere vista come una punizione di Dio attraverso inondazioni e altri disastri naturali.
I quattro quadrati del Charbagh si riferiscono all'aspetto islamico dell'universo, che è composto da quattro parti diverse. I quattro canali d'acqua divisori simboleggiano i quattro fiumi del paradiso. Il giardiniere è il riflesso terreno di Rizvan, il giardiniere del Paradiso. Agli alberi presenti nei giardini islamici, "chinar", ci si riferisce come al Ṭūbā che cresce in cielo. L'immagine dell'albero Tuba si trova anche comunemente sul mosaico e sul murale dell'architettura islamica. Nel mito zoroastriano, "chinar" è l'albero santo che viene portato, dal cielo sulla Terra, dal profeta Zoroastro.

## Status symbol

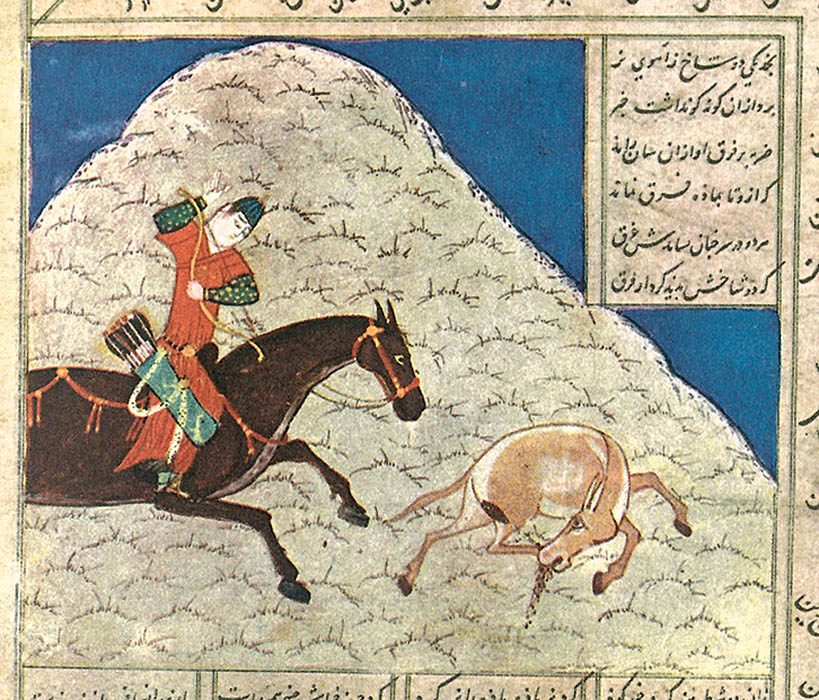
Manoscritto (c.1420) creato da ignoto artista persiano, mostra il ciclo principesco con una scena di caccia in una tenuta.

I giardini islamici venivano spesso utilizzati per trasmettere un senso di potere e ricchezza dei loro proprietari. Le magnifiche dimensioni dei giardini del palazzo mostravano direttamente le capacità finanziarie e la sovranità di un individuo, stupendo il pubblico. I palazzi e i giardini costruiti a Samarra, in Iraq, erano di dimensioni enormi, a dimostrazione della magnificenza del califfato abbaside.
Per trasmettere il potere reale, venivano fatti parallelismi per collegare il "giardino del paradiso" e il "giardino del re". La capacità di regolare l'acqua dimostrava il potere e la ricchezza del sovrano associata all'irrigazione. Il califfo dominante aveva il controllo dell'approvvigionamento idrico, necessario per far prosperare i giardini, facendo capire che possedere un grande giardino funzionante richiedeva molta energia. I sovrani e la ricca élite spesso intrattenevano i loro ospiti nelle proprietà del loro giardino vicino all'acqua, dimostrando il lusso che derivava da una tale abbondanza di acqua. La luce riflessa dall'acqua era ritenuta una benedizione per il regno del sovrano.  Inoltre, il giardino ben diviso, implicava la padronanza del sovrano sul suo ambiente.
Numerosi giardini del palazzo, tra cui Hayr al-Wuhush a Samarra, in Iraq, vennero utilizzati come riserve di caccia e luoghi in cui cacciare. La vastità dei recinti di caccia rafforzò il potere e la ricchezza del califfo. Un'idea importante del "ciclo principesco" era la caccia, in cui era nobile parteciparvi e mostrava grandezza.

## Variazioni del disegno
Molti dei giardini della civiltà islamica non esistono più. Sebbene la maggior parte dei giardini esistenti mantengano le loro forme, non sono stati curati nel tempo e le piantagioni originali sono state sostituite con piante contemporanee. Una forma transitoria di arte architettonica, poiché i giardini variavano a causa del clima e delle risorse disponibili per la loro cura. I giardini più ricchi richiedevano risorse considerevoli in base alla progettazione e il loro mantenimento non poteva durare attraverso le epoche. Una mancanza di accuratezza botanica nella documentazione storica ha reso impossibile ripristinare correttamente l'agricoltura al suo stato originale.
Vi è un dibattito tra gli storici su quali giardini debbano essere considerati parte della tradizione del giardino islamico, poiché hanno attraversato Asia, Europa e Africa nel corso dei secoli.

### Giardini omayyadi
Al-Ruṣāfa: costruito nella città di Rusafa, nell'attuale Siria settentrionale, questo sito era un giardino recintato nella tenuta di campagna del califfo omayyade Hishām I. Ha un padiglione in pietra al centro con portici che circondano lo stesso. Si ritiene che sia il primo esempio di un disegno formale di Charbagh.

### Giardini di al-Andalus
Il Generalife di Granada, è stato costruito dal sultano Muhammad   III su una collina di fronte all'Alhambra. Il palazzo contiene molti giardini con fontane, padiglioni che offrono viste sul paesaggio e piante con radici poco profonde. Due giardini attuali sono originali: la corte di Acequia ("canale") e la scala che portava al livello superiore della tenuta.

### Giardini abbasidi
Dar al-Khilafa: questo palazzo fu costruito nell'836 a Samarra, per ordine del califfo abbaside al-Mu'tasim. Si può accedere al palazzo attraverso il portale Bab-al'Amma. La seconda storia di questo portale ha permesso alle persone di ottenere una visione completa dei paesaggi vicini, tra cui una grande piscina, padiglioni e giardini. Era presente anche una esplanade oltre che giardini e fontane. Un campo da polo è stato incorporato lungo la facciata del palazzo, oltre che una pista e una riserva di caccia.

### Giardini moghul

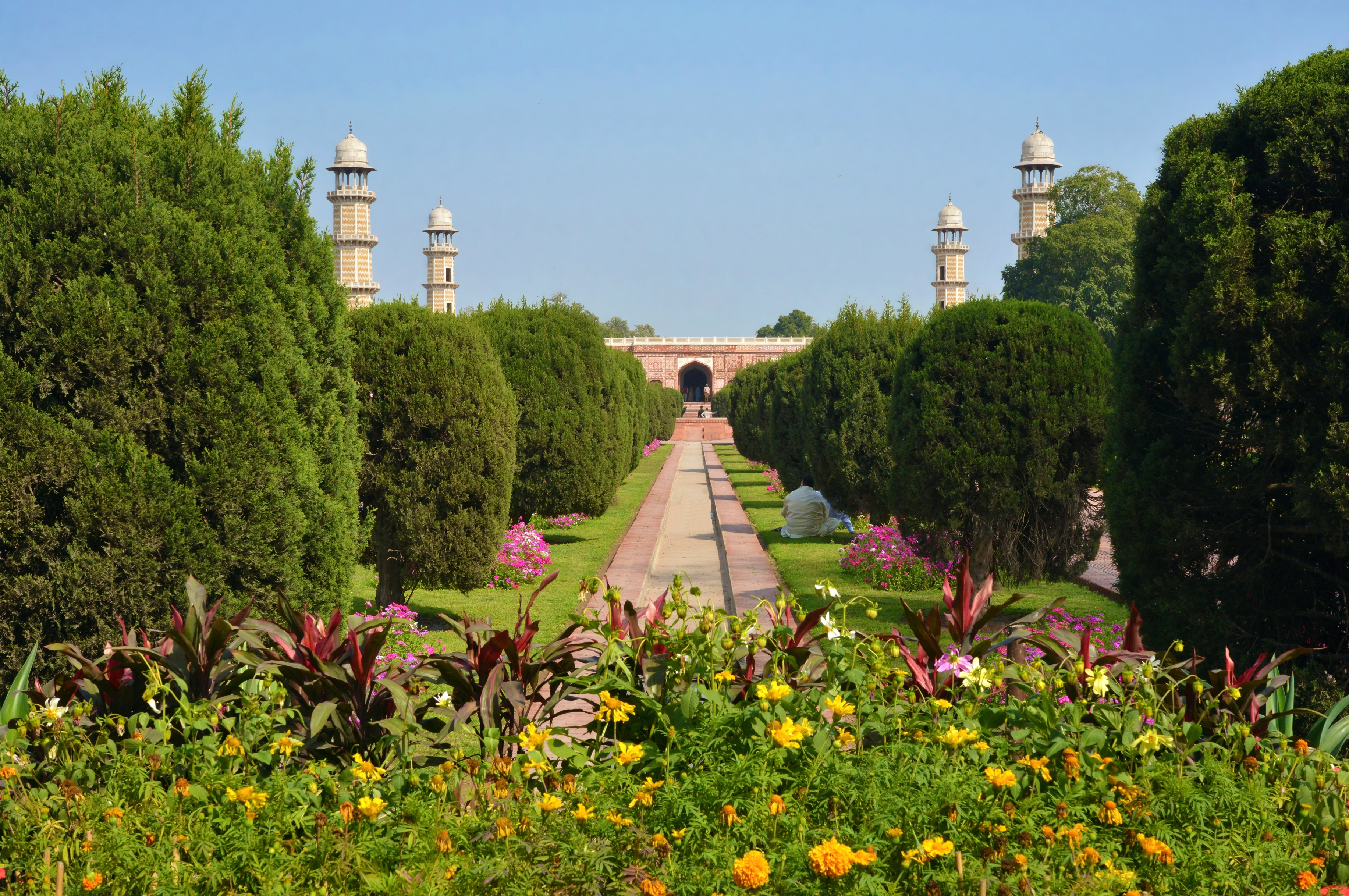
Tomba di Jahangir a Shahdara Bagh a Lahore, Pakistan

I giardini moghul dell'odierna India, Bangladesh e Pakistan, sono derivati da giardini islamici con influenze nomadi turco-mongole come tende, tappeti e tettoie. Simboli di moghul, numerologia e riferimenti zodiacali erano spesso giustapposti a riferimenti coranici, mentre il disegno geometrico era spesso più rigido. A causa della mancanza di fiumi che scorrevano rapidamente, per l'irrigazione erano spesso necessari dispositivi di sollevamento dell'acqua. I primi giardini moghul furono costruiti come fortezze, come i Giardini di Babur, con progetti che in seguito si spostarono verso giardini sul fiume come quello del Taj Mahal.

### Giardini Hammadidi
Beni Hammad, Algeria: Dar al-Bahr, il Palazzo del lago, è situato all'estremità meridionale del forte di Beni Hammad, una città fortificata in rovina che è rimasta disabitata per 800 anni. I reperti recuperati dal sito attestano un alto grado di civiltà. Al suo tempo, era considerato dai visitatori per gli spettacoli nautici messi in scena nella sua grande piscina. Intorno alla piscina e al palazzo c'erano terrazze, cortili e giardini. Poco si sa dei dettagli di questi giardini, a parte i motivi del leone scolpiti nelle loro fontane di pietra. Il forte di Beni Hammad è considerato una "riproduzione autentica di una città musulmana fortificata".

### Giardini ottomani
Berat ed Elbasan, Albania: il diario di viaggio di Evliya Çelebi, Seyahatnâme, contiene descrizioni dei giardini paradisiaci intorno alle città di Berat ed Elbasan, in Albania. Secondo Robert Elsie, un esperto di cultura albanese, oggi rimangono poche tracce della raffinata cultura orientale dell'era ottomana. Çelebi descrive Berat come una città aperta con case, giardini e fontane attraenti, sparsi su sette verdi colline. Allo stesso modo descrive la città di Elbasan con case lussuose, vigneti, giardini paradisiaci e parchi ben arredati, ognuno con una piscina e una fontana di acqua pura.

### Giardini safavidi
Chehel Sotoun, Esfahan: la costruzione di Chehel Sotoun è stata completata dal safavide Shah 'Abbas II, nel 1647, con una sala di accoglienza e un giardino di 61000 m2. Era situato tra gli altri giardini reali tra il palazzo di Esfahan e Chahar Bagh Avenue. Tre passerelle conducevano alla sala di ricevimento nel giardino e una piscina rettangolare all'interno del giardino rifletteva l'immagine della sala nell'acqua.

### Giardini Qajar
Giardino Shah-Gul, Tabriz: questo giardino, chiamato anche "Bacino reale", fu costruito da una delle famiglie benestanti dell'Iran, nel 1785, durante il periodo Qajar, quando Tabriz divenne un luogo popolare per le tenute di campagna. È incentrato su un lago quadrato di circa 45000 m2. Sul lato sud del lago, gli alberi da frutto lo circondano e sette terrazze a gradini rialzati provengono da queste file di alberi. Un moderno padiglione è stato costruito su una piattaforma del XVIII secolo al centro del lago. Questo giardino è uno dei pochi ancora sopravvissuti a Tabriz.

### Giardini moderni

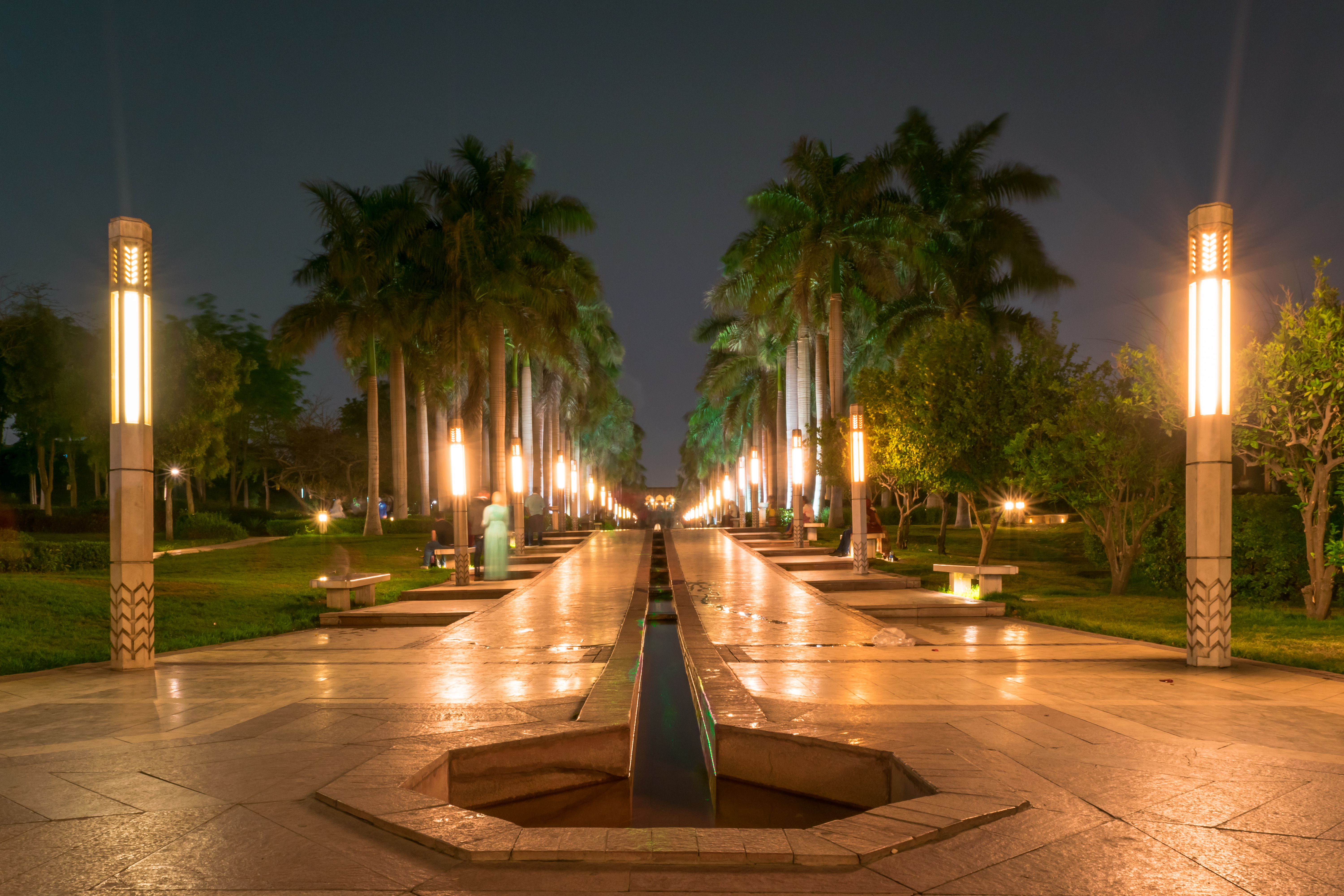
Una fontana rill nel parco Al-Azhar, Il Cairo, Egitto

Parco Al-Azhar, Il Cairo: il parco Al-Azhar è stato aperto nel 2005 sulla collina di Darassa. Secondo D. Fairchild Ruggles, è "un sito magnifico che evoca storici giardini islamici nelle sue potenti geometrie, letti di giardino sprofondati, pietra policroma in stile mamelucco, canali d'acqua assiali e fontane con giochi d'acqua, il tutto interpretato in un disegno moderno e sobrio." Come un parco moderno, è stato costruito come parte di un più ampio schema urbano, progettato per servire le sue comunità vicine.

## Flora
Le piante comuni trovate nei giardini islamici includono:
- Malvarosa (Altea)
- Ananas (Ananas comosus)
- Jackfruit (Artocarpus integrifolia)
- Mela cotogna (Cydonia oblonga)
- Ibisco (Hibiscus rosa sinensis)
- Giacinto (Giacinto)
- Iris (Iris)
- Gelsomino (Jasminum auriculatum)
- Mela ( 'Malus)
- Oleandro (Nerium oleander)
- Lotus (Nymphaea)
- Palma da datteri (Phoenix dactilifera)
- Albicocca (Prunus armenaica)
- Melograno (Punica granatum)
- Rosa (Rosa glandifulera)